# Nils Lindmark
Nils Theodor Nilsson Lindmark, född 3 september 1880 i Lund, död 4 januari 1926 i Stockholm, var en svensk direktör. 
Lindmark var tjänsteman vid Statens Järnvägar 1897-1903, inspektör och avdelningschef för Svenska Telegrambyrån 1903-06, verkställande direktör i AB Svenska Pressbyrån från 1906, i AB Alga i Stockholm, i AB Vennergrens journalexpedition i Stockholm och andra bolag. Han ligger begravd på Norra begravningsplatsen i Stockholm.